# الأزمة العراقية الكويتية (1961)
الأزمة العراقية الكويتية أو أزمة عبد الكريم قاسم هي أزمة حدثت بين العراق والكويت في عام 1961 أثناء فترة حكم عبد الكريم قاسم والذي طالب بضم الكويت بعد أن أعلنت استقلالها من بريطانيا.

## الخلفية التاريخية
قام حاكم الكويت الشيخ عبدالله السالم الصباح في 19 حزيران يونيو 1961 بإلغاء اتفاقية الحماية مع بريطانيا لتحصل الكويت على استقلالها الكامل ٬ وفي اليوم التالي (20 حزيران يونيو) بعث رئيس وزراء العراقي عبد الكريم قاسم برقية لحاكم الكويت يهنئه فيها عن إلغاءه الاتفاقية مع بريطانيا دون ان يشير إلى استقلال الكويت بل عمد إلى اثارة المطالب التاريخية للعراق في الكويت إلا ان الموقف العراقي أصبح واضحا في 25 حزيران يونيو 1961 حينما عقد الزعيم عبد الكريم قاسم مؤتمرا صحفيا في مقر وزارة الدفاع يطالب فيهِ بضم الكويت للعراق مدعيا أن الكويت أرض عراقية فصلها الاستعمار البريطاني عن العراق. ومعلناً عن تعيين الشيخ عبد الله الصباح قائممقاماً للكويت تابعاً لمحافظة البصرة.

### تاريخ العلاقات الكويتية العراقية
تمتعت الكويت باستقلال واسع تحت حكم أسرة آل صباح في ظل سيادة دولة بني خالد في الاحساء عليها خلال القرن الثامن عشر (1701-1800)، في الوقت الذي كان العراق تحت حكم مماليك العراق، كان والي بغداد يمارس منذ عام 1704 حكما شبه مستقل في ولايته ضمن الإمبراطورية العثمانية وحكمه نافذ على كامل أراضي العراق عدا ولاية الموصل التي تحكمها أسرة آل الجليلي شبه المستقلة، استمر هذا الوضع السياسي في العراق قائما حتى عام 1831 حينما انتهى حكم المماليك في العراق واصبحت ولاية بغداد تحت الحكم المباشر للدولة العثمانية وبات منصب والي بغداد يعين مباشرة من إسطنبول وباستتباب الحكم المركزي في بغداد انهى العثمانيون حكم أل الجليلي بالموصل في 1834 وفي عام 1869 ضمت جميع ولايات العراق إلى ولاية بغداد وعين مدحت باشا واليا عليها والذي ابدى اهتاما في بسط نفوذ العثمانيين في شرق الجزيرة العربية فوسع رقعة ولايته جنوبا عبر شن حملة عسكرية على مدينتي الاحساء والقطيف التابعتين لامارة نجد مستغلا الحرب الاهلية الدائرة بين ورثة الامام فيصل بن تركي وخلال الحملة ساند حاكم الكويت العثمانيين بقواتهِ البرية وباسطول بحري لتنتهي الحملة بضم منطقة شرق الجزيرة العربية وتأسيس متصرفية الاحساء وقد سجل مدحث باشا ملاحظاته حول الوضع السياسي للكويت في مذكراته قائلا:
وبعد اتمام مدحت باشا ضم منطقة الاحساء جعل كل من إمارة قطر وإمارة الكويت أقضية عثمانية تتبع ولاية بغداد، ومنح حكام الامارتين منصب قائم مقام وبذلك أصبحت الكويت منذ عام 1870 قضاءً عثمانيا يتمتع بالحكم الذاتي إلا انه وبالرغم من ذلك كانت العلاقات الكويتية العثمانية تتسم بالشكلية ففيما عدا رفع العلم العثماني لم يكن للعثمانيين بالكويت إدارة مدنية عثمانية ولا حتى حامية عسكرية بل ولم يخضع الكويتيون للتجنيد في خدمة الجيش العثماني ولم يدفعوا أي ضربية مالية للدولة العثمانية. وحتى لقب «قائم مقام» الذي منح لحكام الكويت ظل ينظر له كمنصب شرفي لاسيما مع تعهد الدولة العثمانية باستمرار الكويت ذاتية الحكم. في عام 1899 دفع النزاع السياسي مع العثمانيين حاكم الكويت إلي طلب الحماية البريطانية لتصبح الكويت محمية بريطاية تحت الحكم العثماني، وبعد اندلاع الحرب العالمية الأولى وانهيار الإمبراطورية العثمانية أصبحت الكويت إمارة مستقلة تحت الحماية البريطانية، استمر هذا الوضع قائما حتى 19 حزيران يونيو 1961 حينما ألغيت إتفاقية الحماية الموقعة لعام 1899 بين بريطانيا والكويت واعلنت الكويت استقلالها الكامل.
في المقابل ظلت الأراضي العراقية خاضعة للحكم العثماني حتى الحرب العالمية الأولى 1914-1918 حينما أصبح العراق خاضعا للاحتلال البريطاني وفي عام 1921 أعلن عن تأسيس المملكة العراقية وبويع الملك فيصل ملكاً على العراق ولم يحصل العراق على استقلاله إلا عام 1931 وظل النظام الملكي قائما حتى اطاحت به ثورة 14 تموز 1958 لتتأسس الجمهورية العراقية.

### برقية العراق وجوابها الكويتي

#### العراق
أرسل عبد الكريم قاسم برقية لأمير الكويت لتهنئته باستقلال الكويت، إلا أنه عمد في رسالته إلى تجديد مزاعمه بأن الكويت جزء من العراق
"سيادة الأخ الجليل عبد الله السالم الصباح - الكويت
علمت بسرور بأن الإنجليز قد اعترفوا في يوم 19/6/1961 بإلغاء الاتفاقية المزورة غير الشرعية، وغير المعترف بها دوليا، والتي سموها اتفاقية 1899 بعد أن عقدوها بالباطل مع الشيخ مبارك الصباح، قائمقام الكويت التابع لولاية البصرة، دون علم اخوته في الكويت، ودون علم السلطات الشرعية في العراق آنذاك. وقد سبق للشيخ حمود أن رفض التوقيع عليها أو تنفيذها، الأمر الذي اضطر الإنجليز على تهيئة شهود الزور من عملائهم، للتصديق على توقيعها، وفعلاً وقع البريطاني وكهام هور الرئيس في خدمة الطبابا الهندية، مع العميل الممثل البريطاني في البحرين أغا محمد رحيم، بصفتهما شاهدين على صحة توقيع شيخ الكويت الجليل. فالحمد لله الذي هو وحده ينقذ العالم من التبعية والاستعمار، ومن جريمة الكفر بحق العرب والمسلمين، وبحق الوطن وبحق إخوانكم في العراق. فليكن ذلك درساً لإخواننا العرب في كل مكان، وحذار من دسائس الإنجليز المستعمرين ومكائدهم لتفرقة الصفوف داخل الوطن وبين الأشقاء ليضمنوا بقاءهم من وراء الستار. يتلاعبون بمصالح العرب والمسلمين، وبقاء سيطرة الاستعمار وأعوانه على أوطاننا. ونؤكد لكم بأننا سنبقى ونحن إخوانكم في الجمهورية العراقية الخالدة، لا تنطلي علينا خدعة الاستعمار، وسنظل نعمل بقوة وعزم لنصرة العرب والمسلمين، والنصر من عند الله. وختاماً فإننا نرجو لشخصكم الكريم بالذات ولإخواننا الكرام أهل الكويت الشقيق كل خير وتقدم ورفاه.".

#### الكويت
سيادة الأخ اللواء عبد الكريم قاسم - بغداد
تلقيت برقيتكم التي أعربتم فيها عن شعوركم بمناسبة إلغاء اتفاقية 1899، تلك الاتفاقية التي قطعت الكويت من بعدها مراحل واسعة في المضمار العالمي والدولي، بحيث أصبحت والحمد لله دولة عربية فتية كاملة السيادة والاستقلال. ونحن إذ نعتز بما وفقنا الله إلى تحقيقه، وتم الوصول إليه من اعتراف باستقلال وسيادة الكويت البلد العربي، لواثقون تماماً بأن الدول العربية جميعها لاسيما الدول الشقيقة المجاورة ستساعدنا فيما عقدنا العزم عليه، وهو المحافظة على هذا الكسب الدولي، الذي لا يعد كسباً للكويت فحسب، بل هو كسب للدول العربية جميعاً، بل وللشعب العربي بأسره الذي يتطلع دوماً إلى اليوم الذي تتكاتف فيه جميع الدول العربية، وهي طليقة حرة ويجند فيه جميع العرب إمكاناتهم المادية والمعنوية، لتحقيق أمانيهم وصلاح أحوالهم، وإننا ننتهز هذه المناسبة لنعرب عن عميق احترامنا لشخصكم الكريم، وعن أطيب تحياتنا لإخواننا الكرام أهل العراق الشقيق، وفق الله الجميع إلى الخير والتقدم والرفاهية.
عبد الله السالم الصباح

## تطور الأزمة
تسبب اعلان عبد الكريم قاسم رغبته بضم الكويت إلى العراق إلي حدوث أزمة سياسية بين البلدين ٬ وكانت الكويت قد تقدمت بطلب إلى جامعة الدول العربية في 23 يونيو للانضمام أي قبل يومين من إعلان عبد الكريم قاسم مطالبته بضم الكويت إلى العراق، وقد تقرر البت في الطلب بتاريخ 4 تموز يوليو إلا ان الجامعة أخفقت في اتخاذ قرار في الموضوع، وقرر تأجيل الجلسة إلى يوم الأربعاء، 12 تموز يوليو، ريثما ينتهي أمين عام الجامعة العربية من الاتصال مع الحكومات المعنية بالأزمة.
في 20 تموز يوليو أصدرت الجامعة العربية قراراً بقبول الكويت في الجامعة وطلبت الكويت من بريطانيا ان تسحب قواتها لإحلال قوات عربية محلها ووصلت قوات من الجمهورية العربية المتحدة والأردن والسودان.
قرر العراق قطع علاقاته الدبلوماسية بعدة دول منها لبنان، وتونس والأردن وإيران والولايات المتحدة واليابان كنتيجة لأعترافهم بالكويت.

## تحشد القوات العراقية والكويتية على منطقة الحدود الدولية
قامت القيادة العراقية بتحريك اللواء الأول مشاة الموجود في منطقة المسيب واللواء 14 مشاة الموجود في محافظة الناصرية إلى منطقة الحدود الكويتية، كما نقلت كتيبتي الدبابات الأولى والثانية من اللواء المدرع الرابع التابع للفرقة الأولى في بغداد إلى محافظة البصرة.
وعلى الرغم من قلة تعداد الجيش الكويتي الذي يبلغ ما بين 2,000 و3,000 جندي مقارنة بـ 60,000 جندي هو تعداد الجيش العراقي فقد تم اعلان حالة الاستنفار في صفوف الجيش وانتشترت قطاعاته في مواقع دفاعية وتشكل غالب هذه الوحدات من عناصر اللواء السادس إضافة إلى بعض الوحدات المستقلة.

## طلب المساعدة العسكرية (30 حزيران يونيو)
تأخر أمير الكويت 6 أيام قبل أن يطلب المساعدة العسكرية من بريطانيا في 30 حزيران يونيو 1961 بموجب اتفاقية الصداقة البريطانية الكويتية المعقودة في 19 حزيران يونيو 1961 كذلك قام أمير الكويت بطلب المساعدة العسكرية من المملكة العربية السعودية تفعيلا لاتفاقية الدفاع المشترك بين الكويت والسعودية الموقعة عام 1948.

### وصول القوات السعودية (1 تموز يوليو)
وصلت في 1 تموز يوليو قوة سعودية مؤلفة من 100 مظلي، وقد بلغ مجموع القوات السعودية 1,200 فرد.

### وصول القوات البريطانية (2 تموز يوليو)
وقد نفذت بريطانيا عملية فانتاج العسكرية وقد بلغ مجموع حجم القوات البريطانية بالكويت 5,000 عسكري.

### وصول قوات الجامعة العربية
في 20 تموز يوليو أصدرت الجامعة العربية قراراً بقبول الكويت في الجامعة وطلبت الكويت من بريطانيا ان تسحب قواتها لأحلال قوات عربية محلها ووصلت قوات من الجمهورية العربية المتحدة والأردن والسودان.
- 1.القوة السعودية: تتكون من 1281 جندياً (كتيبة مشاة 785 جندياً + كتيبة مدرعة 496 جندياً + سرية مدفعية ميدان «6 مدافع 105مم» + وحدات خدمات فنية).
- 2.القوة الأردنية: تتكون من 785 جندياً (كتيبة مشاة + فصيل مدفعية مضادّة للطائرات «6 مدافع 40مم» + وحدة خدمات طبية).
- 3.القوة السودانية: تتكون من 112 جندياً (سرية مشاة).
- 4.قوة الجمهورية العربية المتحدة: تتكون من 159 جندياً، (سرية مهندسين عسكريين + سرية إشارة + وحدة سكرتارية عسكرية).

في 28 أيلول سبتمبر أنفصلت سوريا عن الجمهورية العربية فسحبت مصر قواتها من الكويت في 12 تشرين الأول أكتوبر.
في كانون الثاني يناير 1963، قلصت هذه القوات لتحل محلها قوات رمزية من 15 إلى 20 جندي من جميع الدول العربية.

## انتهاء الأزمة
أنتهت الأزمة بالإطاحة برئيس الوزراء العراقي عبد الكريم قاسم نتيجة انقلاب عسكري حدث في 8 شباط/ فبراير 1963، وجراء ذلك انسحبت القوات العربية نهائياً من الكويت في 20 شباط فبراير من نفس العام.

## رأي جمال عبد الناصر
قال محمد حسنين هيكل في كتابه (أوهام القوة والنصر) "فبعد تغيير نظام حكم عبد الكريم قاسم في العراق لصالح حزب البعث العربي الاشتراكي وما تلاه من القضاء على نظام الانفصال في سوريا وسيطرة حزب البعث أيضاً على النظام الجديد في دمشق، دخل البلدان في مفاوضات مع الجمهورية العربية المتحدة (مصر) لإقامة وحدة ثلاثية بين الأقطار الثلاثة جرى اجتماع تمهيدي في بيت الرئيس عبد الناصر حضره رئيسا وفدي سوريا والعراق وكانت المفاجأة أن وفد العراق، ورئيسه يومئذ علي صالح السعدي نائب رئيس الوزراء ونائب رئيس مجلس قيادة الثورة، فتحَ موضوعَ الكويت من زاوية تعيين حدود دولة الوحدة الجديدة، فإذا هو يطرح قضية الكويت وحق العراق الذي لا ينازع فيها، وكان الوفد العراقي يحفظ عن ظهر قلب كل الحجج والوقائع التاريخية والوثائق التي تعزز دعاويه وكان لجمال عبد الناصر رأي مختلف وقد شرحه على النحو التالي قال : إنكم تعلمون بالطبع إننا لنا رأي آخر في هذا الموضوع فنحن وقفنا ضد عبد الكريم قاسم عندما أراد ضمّ ،الكويت، إننا لم نفعل ذلك عن عداء لعبد الكريم قاسم كما قال البعض في العراق وقتها، وإنما اتخذنا موقفنا على أسس موضوعية أريد أن أشرحها لكم الآن لأن فيها ما لم يكن ممكناً الجهر به علناً في ذلك الوقت. ثم مضى جمال عبد الناصر يعدد أسبابه ... وانتهى إلى القول: وقد سمعت وقرأت الكثير من وثائفكم، ولكنني أقول لكم بمنتهى الوضوح إن ما تطلبونه شيء فات أوانه بحكم الحقائق العربية والدولية، إن الإنجليز لم يعودوا وحدهم في السيطرة على بترول الخليج وإنما هذه السيطرة انتقلت أكثر إلى يد الأمريكان، فإذا أراد أحد أن يضم دولة في الخليج على غير رضا أهلها، فيجب أن يعرف سلفاً أنه سيواجه قوة الولايات المتحدة. وقال : إن الاتحاد السوفياتي نفسه سلم للغرب وللولايات المتحدة بأهمية بترول الخليج بالنسبة لهم وبالتالي يجب أن تعرف أن هذه المعركة فوق طاقتنا، وأقول لكم أيضاً إنها ضد مصلحتنا ...وواصل جمال عبد الناصر حديثه قائلاً : إنكم تعرفون مدى حساسية الغرب في موضوع الكويت، إن علاقتنا مع إنجلترا بعد السويس كانت مقطوعة وبعد اتصالات طويلة بعثوا إلينا دبلوماسياً بريطانياً يشرف على شؤون الرعايا، وأرسلنا نحن بدورنا دبلوماسياً مصرياً إلى لندن ليقوم بنفس المهمة، واعتبروا واعتبرنا أن هذه خطوة أولى في سبيل إعادة العلاقات بين البلدين، وأثناء هذه العملية قرّر الإنجليز فتح خمس قنصليات بريطانية لهم في الجمهورية العربية المتحدة وأرادوها في القاهرة والإسكندرية وبورسعيد ودمشق وحلب، ولم يكن لدينا مانع من الموافقة شرط أن يكون لنا خمس قنصليات مقابلها في بريطانيا وممتلكاتها، وطلبنا أن تكون هذه القنصليات العربية في لندن وليفربول ودار السلام وعدن والكويت، وعندما ذكرنا له اسم الكويت انتفض كأن عقرباً لدعه، وقال لنا أبداً .. كله إلا الكويت. لم يكونوا على استعداد لقبول قنصلية لنا في الكويت فهذه بالنسبة لهم مناطق ليس فيها هزار.

## هوامش
1. ↑  موسوعة مقاتل من الصحراء نسخة محفوظة 03 مايو 2017 على موقع واي باك مشين.
2. ↑  محمد رشيد الفيل. "ولقد+أعلن+عبدالكريم+قاسم+في+مؤتمره"&dq="ولقد+أعلن+عبدالكريم+قاسم+في+مؤتمره"&hl=en&sa=X&ved=2ahUKEwjFm9-trcn5AhXSgHMKHX1tCxQQ6AF6BAgCEAI الحدود: وجهة نظر جغرافية وجيوستراتيجية : الحدود العراقية الكويتية : الوجه الآخر لحرب الخليج المستمرة. ص. 192. مؤرشف من الأصل في 2022-08-15.
3. ↑  A Brief History Of Iraq , 2008, Hala Fattah Frank Caso p.130
4. ↑  Ottoman Origins of Modern Iraq, Ebubekir Ceylan I.B.Tauris, 2011 p.47
5. ↑  Ottoman Origins of Modern Iraq, Ebubekir Ceylan I.B.Tauris, 2011 p.124
6. ↑  مذكرات مدحت باشا، الدار العربية للعلوم، 2002، ص.238
7. ↑  Shifting lines in the sand: Kuwait's elusive frontier with Iraq By David H. Finnie. P.7
8. ↑  The Kuwait Crisis: Basic Documents By E. Lauterpacht, C. J. Greenwood, Marc Weller P.12
9. ↑  "Al Moqatel - أزمة الحدود العراقية ـ الكويتية، من استقلال الكويت حتى انضمامها إلى الأمم المتحدة، ( من 19 يونيه 1961 إلى 14 مايو 1963)". www.moqatel.com. مؤرشف من الأصل في 2019-05-11. اطلع عليه بتاريخ 2022-08-15.
10. ↑  المقال، كتب؛ النجار، أ د غانم. "برقية قاسم... بداية المشاكل". www.aljarida.com. مؤرشف من الأصل في 2022-08-15. اطلع عليه بتاريخ 2022-08-15.
11. ↑  موسوعة مقاتل نسخة محفوظة 03 مايو 2017 على موقع واي باك مشين.
12. ↑  Britain and the Middle East: Economic History, 1945-87, p.136
13. ↑  Hala Mundhir Fattah and Frank Caso, A Brief History of Iraq (Infobase Publishing, 2009) p203
14. ↑  محمد حسنين هيكل. حرب الخليج أوهام القوة والنصر (PDF). ص. 274 و275.
15. ↑  كريم العاني (2013). الحدود العراقية الكويتية دراسة تاريخية وثائقية (ط. الأولى). الوراق للنشر. ص. 237 و238.
16. ↑  محمد مظفر الأعظمي. من موهاڤي الى الكويت الطريق الى حرب الخليج : دوافع ومقدمات حرب أمريكا ضد العراق. ص. 217. مؤرشف من الأصل في 2023-05-10.